# Alain Venot
Pour les articles homonymes, voir Venot.
Alain Venot, né le 27 août 1946 à Châteaudun (Eure-et-Loir), est un homme politique français, ancien député UMP d'Eure-et-Loir (2002-2007), maire de Châteaudun de 1983 à 2008 et de 2014 à 2020.

## Biographie
Élu maire de Châteaudun en mars 1983, il entre au conseil général d'Eure-et-Loir en mars 1992, et en devient vice-président entre 1995 et 1998. Cette année-là, il devient conseiller régional du Centre-Val de Loire.
Le 16 juin 2002, il est élu député de la quatrième circonscription d'Eure-et-Loir, pour la XIIe législature (2002-2007), et siège au sein du groupe UMP. Il ne se porte pas candidat à sa réélection aux élections législatives de juin 2007.
Maire depuis vingt-cinq ans, il brigue un 5e mandat en 2008 mais il est battu lors du second tour des élections municipales par la liste sans étiquette de Didier Huguet, Agir avec vous qui obtient 53,88 % des suffrages des dunois grâce au retrait de la liste de gauche (16 % au 1er tour). Il annonce alors sa retraite politique, renonçant à siéger au nouveau conseil municipal.
En 2010, il rejoint le mouvement République solidaire dirigé par Dominique de Villepin.
En 2014, Alain Venot décide de refaire son retour sur la scène politique dunoise avec une liste « sans étiquette » lors de l'élection municipale de Châteaudun. À la surprise générale, il arrive en tête au 1er tour avec 28,66 % des suffrages. Le second tour de l'élection confirmera l'ordre d'arrivée. Alain Venot reprend donc la mairie de Châteaudun, six ans après l'avoir perdue, pour réaliser un 5e mandat.
Alain Venot donne son parrainage pour l'élection présidentielle 2017 à François Fillon .

## Mandats électifs
- Conseiller municipal et maire :
  - 14 mars 1983 - 21 mars 2008 : maire de Châteaudun
  - 4 avril 2014 - 3 juillet 2020  : maire de Châteaudun
- Conseiller général :
  - 30 mars 1992 - 22 mars 1998 : membre du Conseil général d'Eure-et-Loir
  - 15 mars 1995 - 22 mars 1998 : vice-président du conseil général d'Eure-et-Loir
- Conseiller régional :
  - 16 mars 1998 - 9 juillet 2002 : membre du conseil régional du Centre 
(renonce à ce mandat, pour cause de limitation des cumuls, après son élection à l'Assemblée nationale)
- Député :
  - 16 juin 2002 - 10 juin 2007 : député d'Eure-et-Loir